# Икер Мунијаин
Икер Мунијаин Гоњи (шп. Iker Muniain Goñi; Памплона, 19. децембар 1992) је шпански фудбалер који тренутно наступа за Сан Лоренцо. Игра на позицији крилног нападача.

## Успеси
Атлетик Билбао
- Куп Шпаније (1) : 2023/24,[3] (финале: 2011/12, 2014/15, 2019/20, 2020/21)[4][5][6][7]
- Суперкуп Шпаније (1) : 2020/21.[8] (финале: 2021/22)[9]
- Лига Европе: (финале: 2011/12)[10]

 Шпанија до 17
- Светско првенство до 17 година:  2009.[11]

 Шпанија до 19
- Европско првенство до 19 година:  2010.[12]

 Шпанија до 21
- Европско првенство до 21 године (2) :  2011, 2013.[13][14]

Појединачни
- Идеални тим Ла лиге: 2021/22.[15]